# Lohardaga
Lohardaga (en hindi: लोहरदग्गा ) es una localidad de la India, centro administrativo del distrito de Lohardaga en el estado de Jharkhand.

## Geografía
Se encuentra a una altitud de 660 m s. n. m. a 73 km de la capital estatal, Ranchi, en la zona horaria UTC +5:30.

## Demografía
Según estimación 2010 contaba con una población de 62 395 habitantes.